# 包兴格效应

包兴格效应的一个表征——拉伸方向的塑性变形导致了材料压缩屈服应力的降低，在应力应变曲线上呈现出拉压不对称性。

包兴格效应（Bauschinger effect，又译包辛格效应或包申格效应）是某些塑性材料的一种力学性质，表现为当材料受到某一方向的载荷作用（如拉伸）进入塑性变形阶段后，若接着施加相反方向的载荷（如压缩），将会发现此时材料的屈服应力会比直接施加一种载荷时降低。
包兴格效应在绝大多数多晶金属材料中都可以观察到。一般认为，该效应与材料内部因为塑性变形产生的残余内应力以及位错塞积等因素相关。